# Glaucocharis planetopa
Glaucocharis planetopa là một loài bướm đêm trong họ Crambidae.